# 消えたセクシー・ショット
『消えたセクシー・ショット』（原題：Nadine）は、1987年公開のアメリカ映画。製作・配給会社はトライスター ピクチャーズ。監督、脚本はロバート・ベントン。

## ストーリー
ナディーンはお金に目がくらみ、プレイボーイ誌に顔が利くというカメラマン・エスコバーにヌード写真を取られるが、後悔したため返してもらおうとエスコバーを尋ねる。一歩も引かないナディーンに彼は彼女をやむなく部屋に入れるが、客が来たためナディーンをひとまず奥の部屋に隠す。しかししばらくするとうめき声が聞こえ、暗室にエスコバーが倒れこんでくる。彼は胸にナイフを突き立てられ、死んでいた。そこへエスコバーを訪ねる新たな客も来たためナディーンは動転するも、自らの写真の入った封筒を手に現場を去る。
ナディーンの職場である美容室に戻り中身を確認すると、自分の写真ではなく、極秘の高速道路の建設予定の図面がそこにあった。また、そこへナディーンの夫・バーノンが愛人・ルネーを連れて離婚してくれと頼み込んでくる。ナディーンは手伝ってくれれば離婚してやると、彼を連れて事件現場へ赴く。しかし写真を探している最中に見回りに来た警官に見つかってしまう。バーノンの巧みなカードライブのお陰で、彼女らはナディーンの家に逃げこむ。バーノンに惚れ直すナディーンだったが、目を離した隙にバーノンは図面を見つけ、金儲けのチャンスと直感しそれを持ち出し、去ってしまう。落胆する彼女だったが、潜んでいたマフィアに襲われ、アジトに連れられる。アジトではボス・ポープに図面はどこにあるのかと脅される。ポープは図面と間違え、ナディーンのヌード写真を取ってきてしまっていた。
一方バーノンはまたいとこ・ドワイトに金儲けの話を持ちかける。図面の近くの土地を買い占めれば億万長者になれる、しかしバーノンにはその投資金がなかったのだ。話を取り付け、バーノンは浮かれ気分で自身の経営するバーに行くも、ナディーンが持っていないと悟ったマフィアに襲われ、こちらもアジトに連れられる。図面の在り処を教えるよう脅されるも、偶然そこにいたガラガラヘビを囮にして、再び二人で逃げ出す。
バーノンの家に逃げ込み、そこで一夜を過ごす。しかし目を覚ますとルネーが押しかけ、ナディーンの服をプレゼントと思い込んで持ち去ってしまう。強気に出ないバーノンに対し嫌気がさしたナディーンは美容室に戻り給料の前払いを手にその場を去ろうとするが、彼女を探し出したバーノンが引き止める。美容室の上司・ベラとの口論から、バーノンはそこで初めてナディーンのお腹に自分の子が宿っていることを知る。しかしそこへマフィアの追手がやってくる。
なんやかんやで再び逃げ出しながらも、夫婦の信頼がだんだんと強まっていく。二人はドワイトの家にたどり着くが、しかしすでにマフィアのボス・ポープが先回りをしていた。マフィアに粗大ごみ処分所に連れられ皆殺しの危機に瀕するが、二人で力をあわせてマフィアを逆に警察送りにする。
しかし二人もまた警察で、図面で金儲けを企んでいたのではないかと疑惑をかけられた。バーノンが隠し持っていた封筒を発見され一時は降参するも、中に入っていたのは図面ではなくナディーンのヌード写真だった。

## キャスト
- ナディーン・ハイタワー - キム・ベイシンガー
- バーノン・ハイタワー - ジェフ・ブリッジス
- ビュフォード・ポープ - リップ・トーン
- ベラ - グウェン・ヴァードン
- ルネー・ローマックス - グレン・ヘドリー
- レイモンド・エスコバー - ジェリー・スティラー
- ドワイト・エステス - ジェイ・パターソン